# TOMOYA
TOMOYA (ともや、1985年2月26日 - )は、神奈川県横浜市出身のスプレーアート作家。太田プロダクション所属
カナダ トロントでアート、語学、写真、音楽などさまざまな事に触れ,ライブペインティングや作品提供などを行ったのち2008年に帰国。
日本でのスプレーアート第一人者。日本で初めてスプレーアートライブパフォーマンスや作品をメディアなどで披露する。ライブペイントパフォーマンス、制作、作品提供の他、楽曲制作など幅広いアーティスト活動を行っている。制作ラインでは独自に開発した世界初のオリジナルのスプレーアート技法により様々なコレクションの作品を発表している。
また、第一人者であるTOMOYAの作品が認められ、クリスチャンラッセンなど国内で独占的に契約しているアールビバン株式会社でTOMOYAのスプレーアート作品（宇宙シリーズ）も2022年度より取り扱い開始。
海外活動もしておりニュース番組の出演や、本などへの作品提供も行っている。
2023年頃からは主に国外名義で使用していたTOMOYA NAKANO名義で現代アーティストとしても名義分けして活動。

## 作品
宇宙、自然をテーマにしたパフォーマンス作品や動物、人物など様々な制作コレクションを展開。作品は全てスプレーだけを使い描かれる。

### 作品提供
- 「頭脳警察 Episode Zero ～悪たれ小僧の前奏曲」PANTA著 ぶんか社 BOOKカバー
- 「Stamped from the Beginning」NETFLIX　作品提供

## 主な出演

### テレビ
- 『ぷっ』すま（テレビ朝日）
- 人生が変わる1分間の深イイ話（日本テレビ）
- ヒルナンデス（日本テレビ）
- シューイチ（日本テレビ）
- Stories ～あなたのライフを探す家～（日本テレビ）
- 情報ライブ ミヤネ屋（日本テレビ）（読売テレビ)
- はなまるマーケット（TBS)
- スパモク!!（TBS)
- どーもキニナル!（フジテレビ）
- 1Hセンス（フジテレビ）
- ひるおび!（TBS)
- 金曜バラエティー（NHK）
- 情報満載ライブショー モーニングバード!（テレビ朝日）
- お願い!ランキング（テレビ朝日）
- デザイン・コード（テレビ朝日）
- シャキーン（NHK教育テレビジョン）
- L4 YOU!（テレビ東京）
- TokYo,Boy（TOKYO MX)
- ショートムービーCMグランプリ（特番、ABC朝日放送）
- 大阪ほんわかテレビ（読売テレビ)
- ココロの旅（関西テレビ)(東海テレビ)(テレビ新広島)(テレビ大分)
- 朝生ワイド す・またん!（読売テレビ)

### 雑誌
- JILLE（双葉社）
- S Cawaii!（主婦の友社）
- ザテレビジョン（KADOKAWA）

### その他
- EZニュースEX （テレビ朝日）（KDDI）（朝日新聞社）

## テレビ番組、雑誌等でTOMOYAが絵を教えた事のあるタレント
- 片岡鶴太郎
- 吉高由里子
- 福士蒼汰
- 中丸雄一（KAT-TUN）
- 北村匠海